# Simon Thomassin
Pour les articles homonymes, voir Thomassin.
Simon Thomassin est un graveur au burin français né à Paris en 1654. Également marchand d'estampes, il exerça rue Saint-Jacques à Paris où il est mort le 27 mai 1733.

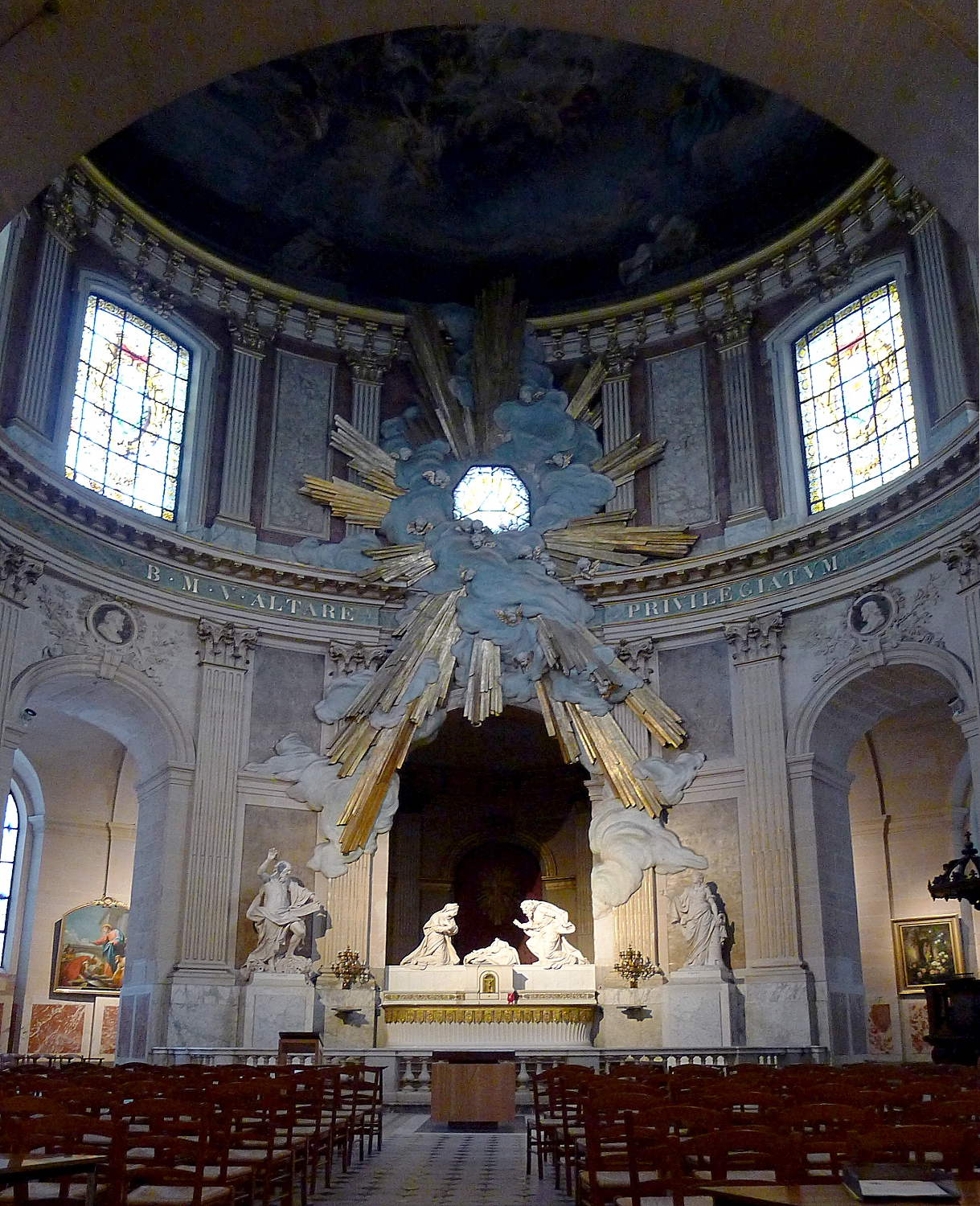
Église Saint-Roch de Paris, la chapelle de la Vierge où repose Simon Thomassin.

## Biographie
Fils de Simon Thomassin Ier (av. 1632 – 1694), graveur de cachets, et de Françoise Barberet qui serait le graveur du Christ en croix pour le missel romain de l'abbé Joseph de Voisin en 1660), Simon Thomassin est le petit-fils de Louis Thomassin (av.1613-ap. 1650), maître graveur et orfèvre parisien. Il est baptisé le 8 janvier 1654 en l'église Saint-Barthélemy de Paris. Il serait apparenté (il est peut-être son arrière-petit-neveu) au graveur et buriniste Philippe Thomassin, premier maître de Jacques Callot, dont la réputation grandissait à Rome vers la fin du XVIe siècle.
Il se rend, après avoir acquis les rudiments du dessin et de la gravure dans sa ville natale, à Paris où il est élève d'Étienne Picart et, de là, à Rome où il étudie à l’Académie de France.
Revenu à Paris, il est reçu à l’Académie royale. Il grave des portraits et des sujets religieux d’après Nicolas Poussin, Eustache Le Sueur, Bon Boullogne et Philippe de Champaigne.
Il a aussi gravé quelques planches pour les Descriptions des arts et métiers de l’Académie des sciences, par exemple pour la Serrurerie (1717).
Du mariage de Simon Thomassin avec Geneviève Bailly (vers 1665 - 1729), le 27 novembre 1684 à Paris - Geneviève est la fille du peintre et graveur Jacques Bailly et ce mariage fait généalogiquement de Simon Thomassin le grand-oncle de Jean Sylvain Bailly qui sera le premier maire de Paris — on estime que naissent dix enfants, parmi lesquels le graveur Henri Simon (1687-1741) qui sera son élève et le peintre Nicolas Thomassin (1697-1760).
Mort le 27 mai 1733, Simon Thomassin est inhumé le lendemain dans la cave de la chapelle de la Vierge, en l'église Saint-Roch de Paris.

## Œuvres

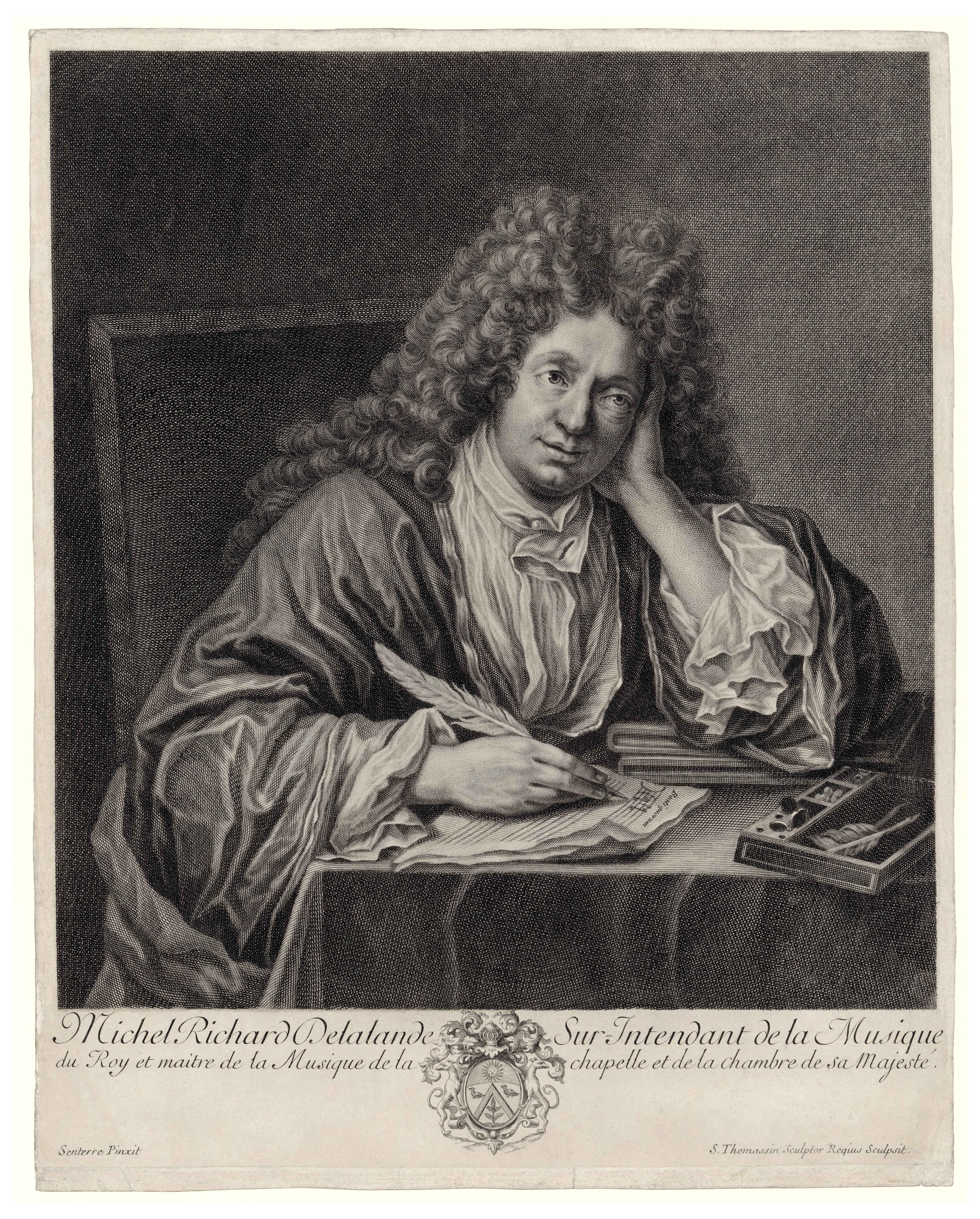
Simon Thomassin, Michel-Richard de Lalande, d'après Jean-Baptiste Santerre

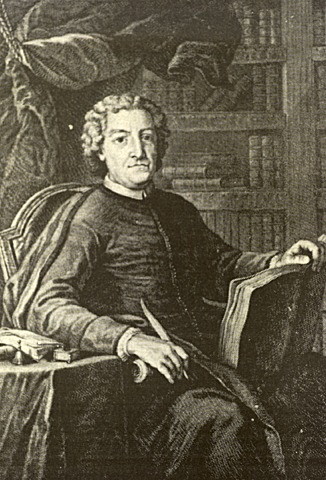
Simon Thomassin, Diogo Barbosa Machado

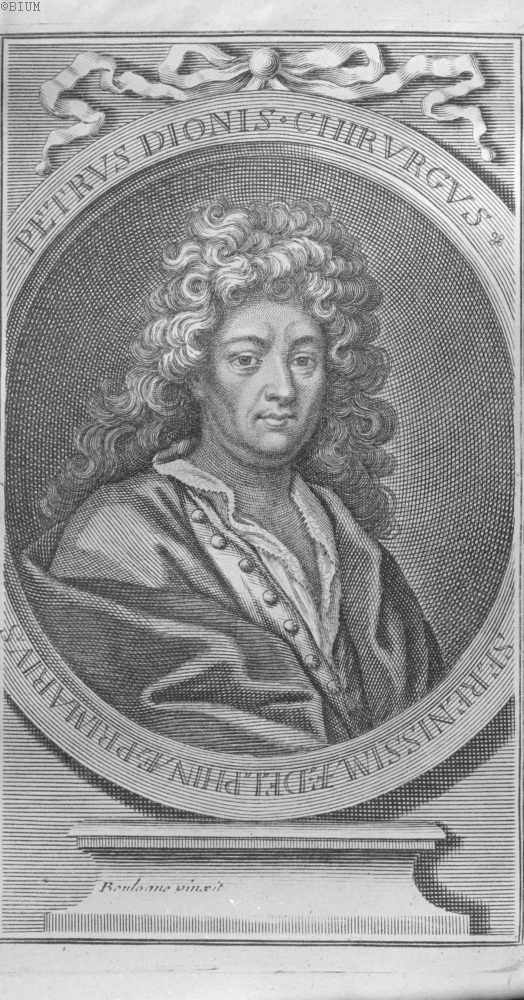
Simon Thomassin, Le Chirurgien Pierre Dionis, d'après Bon Boullogne.

### Dessins et gravures (liste non exhaustive)
- Allégorie à la mémoire d’un prince, dessin, 1er quart du XVIIIe siècle, Troyes ; musée d’art d’archéologie et de sciences naturelles ;
- L'alliance de la France avec l'Espagne (Mercure chevauchant Pégase), estampe, 1720, Versailles ; château[7] ;
- L'Assomption de la Vierge, estampe d'après Giovanni Lanfranco, Paris ; Institut national d'histoire de l'art[8] ;
- Portrait de Barthélémy Auzannet, estampe, Cambridge ; Fitzwilliam Museum[9] ;
- Portrait d'Étienne Baluze, bibliothécaire de Jean-Baptiste Colbert[10], estampe d'après Hyacinthe Rigaud, Cambridge ; Fitzwilliam Museum[9] ;
- Portrait de Paul de Beauvilliers, estampe d'après Hyacinthe Rigaud, Cambridge ; Fitzwilliam Museum[9],[11] ;
- Saint Benoît en contemplation, estampe d'après Philippe de Champaigne, Rijksmuseum Amsterdam ;
- Jean-Paul Bignon, estampe, Cambridge ; Fitzwilliam Museum[9]
- René Boudier, estampe, Dublin ; Galerie nationale d'Irlande[12] ;
- Louis François de Boufflers; estampe, Cambridge ; Fitzwilliam Museum[9] ;
- Louis II de Bourbon-Condé, estampe d'après Charles-Jean-François Chéron, estampe, Versailles ; château[13] ;
- François-Louis de Bourbon-Conti, estampe, Cambridge ; Fitzwilliam Museum[9] ;
- Louis Duc de Bourgogne, estampe, 4e quart du XVIIe siècle, musée des Beaux-Arts de Rennes ;
- Marie Anne de Bourbon, princesse de Conty, douairière, estampe, XVIIIe siècle, L’Isle-Adam ; musée Louis Senlecq ;
- Le Christ à Gethsémani, estampe, San Francisco ; De Young Museum[14] ;
- Portrait de Carlo Cignani, estampe, Cambridge ; Fitzwilliam Museum[9] ; ;
- Portrait de Thomas Corneille, estampe, 1708, Cambridge ; Fitzwilliam Museum[9] ;
- Le Roi et la Reine de Danemark ;
- Portrait d'Antoine Furetière, abbé de Chalivoy, estampe d'après Gilbert de Sève ;
- Le gladiateur, estampe d'après Michel Monier, 1717, New York ; Metropolitan Museum of Art ;
- Louise-Marie de Gonzague, reine de Pologne, estampe, Londres ; palais de Buckingham (Royal Collection)[15] ;
- Portrait du pape Innocent III ;
- Jacques II, Roi d'Angleterre, estampe, Londres ; palais de Buckingham (Royal Collection)[16] ;
- Jésus, âgé de douze ans, parlant au temple, estampe d'après Eustache Le Sueur, Rijksmuseum Amsterdam ;
- Portrait de Michel-Richard de Lalande, surintendant de la musique du Roi, estampe d'après Jean-Baptiste Santerre ;
- Portrait d’Étienne Le Camus, évêque de Grenoble, estampe, 1684, musée des Beaux-Arts de Rennes[17] ;
- Portrait de Jean Lizot, estampe, Beauvais ; salle du trésor de la cathédrale Saint-Pierre[18] ;
- Statue équestre de Louis XIV, estampe d'après Antoine Coysevox, Versailles ; château[19] ;
- L'auguste famille de Louis le Grand, estampe, Londres ; palais de Buckingham (Royal Collection)[20] ;
- Louis de France, le Grand Dauphin, estampe, Londres ; Buckingham Palace (Royal Collection)[21] ;
- L'auguste famille de Monseigneur le Dauphin, estampe d'après Pierre Mignard, Londres ; British Museum[22] ;
- Louis XV, estampe, 1715, Londres ; palais de Buckingham (Royal Collection)[23] ;
- Portrait de Diogo Barbosa Machado, estampe en frontispice de Bibliotheca Lusitana historica, critica e cronologica ;
- Abbé Jean-Antoine Maroulle, estampe, XVIIe siècle, Rennes, musée des Beaux-Arts ;
- Le Ravissement de saint Paul, estampe d'après Nicolas Poussin, 1684, Valenciennes ; bibliothèque municipale (confiscation révolutionnaire de l'abbaye de Saint-Amand)[24] ;
- Portrait du chirurgien Philippe Peu (1623-1707), estampe, Paris ; musée Carnavalet[25] ;
- Philippe d'Anjou, estampe d'après François de Troy ;
- Une renommée, estampe, XVIIe siècle, Rennes ; musée des beaux-arts ;
- Réunion de lettrés chrétiens, estampe d'après Claude Guy Hallé, musée des Beaux-Arts d'Orléans[26] ;
- Marie-Adélaïde de Savoie, estampe, 1696 ;
- Jean III Sobieski, roi de Pologne, estampe ;
- Marie-Casimire Sobieska, reine de Pologne, estampe ;
- Portrait de Jean Thierry, estampe, Cambridge ; Fitzwilliam Museum ;
- Transfiguration, estampe d'après Raphaël, 1680, Cambridge (Massachusetts) ; Fogg Art Museum[27] ;
- Vignette avec cinq amours ailés, estampe, XVIIIe siècle, Rennes, musée des Beaux-Arts ;
- La Vénus d’Arles, estampe, 1er quart du XVIIIe siècle, Nevers ; musée de la Faïence et des Beaux-Arts.

### Contributions bibliophiliques
- Pierre Dionis, L'Anatomie de l'homme suivant la circulation du sang et les dernières découvertes, démontrée au Palais Royal, chez Laurent d'Houry, Paris, 1690 (ouvrage en ligne).
- Louis-Sébastien Le Nain de Tillemont, Mémoires pour servir à l'histoire ecclésiastique des six premiers siècles et justifiés par des citations des auteurs originaux, avec une chronologie où l'on fait un abrégé de l'histoire ecclésiastique et civile et avec des notes pour éclaircir les difficultés des faits et de la chronologie, 16 volumes, gravures de Simon Thomassin, chez Charles Robustel, Paris, 1693-1712 (ouvrage en ligne).
- César-Pierre Richelet, Les plus belles lettres françaises sur toutes sortes de sujets, tirées des meilleurs auteurs, avec des notes, chez Michel Brunet, imprimeur-libraire, 1698.
- Grégoire Leti (traduction de Le Pelletier), La Vie du pape Sixte V, gravure en frontispice Portrait de Sixte V par Simon Thomassin, chez André Praland, 1699.
- Jean Martianay, Sancti Eusebi Hieronymi Stridonensis Presbyteri opera, figure de tête titrée In manu prophetarum assimilatus sum (Jérôme de Stridon) gravée par Simon Thomassin d'après Guy Louis Vernansal, chez C. Rigaud, Paris, 1704[28].
- Gaspard Audoul, Traité de l'origine de la régale et des causes de son établissement, en frontispice Portrait de Louis XIV gravé par Simon Thomassin d'après Hyacinthe Rigaud', bandeaux gravés par Pierre Lepautre, chez Jacques Collombat, Paris, 1708.
- Simon Thomassin, Recueil des statues, groupes, fontaines, termes, vases et autres magnifiques ornements du château et parc de Versailles, La Haye, 1723 (ouvrage en ligne).
- Étienne- Nicolas Villette, Histoire de Notre-Dame de Liesse, gravures de Simon Thomassin d'après Jacques Stella, chez François Meunier, imprimeur et marchand-libraire de Monseigneur l'évêque, Laon, 1728 (exemplaire de la bibliothèque municipale de Lyon en ligne).

- Gravures de Simon Thomassin d'après Pierre Mignard : Recueil de statues, groupes, fontaines, termes, vases... : petite galerie du château de Versailles

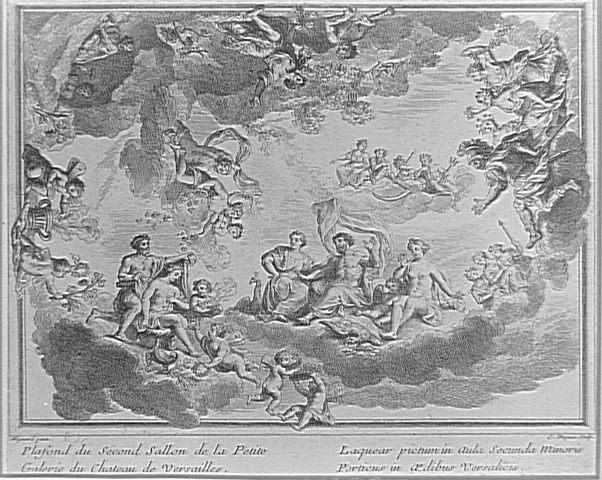
Plafond du second salon.
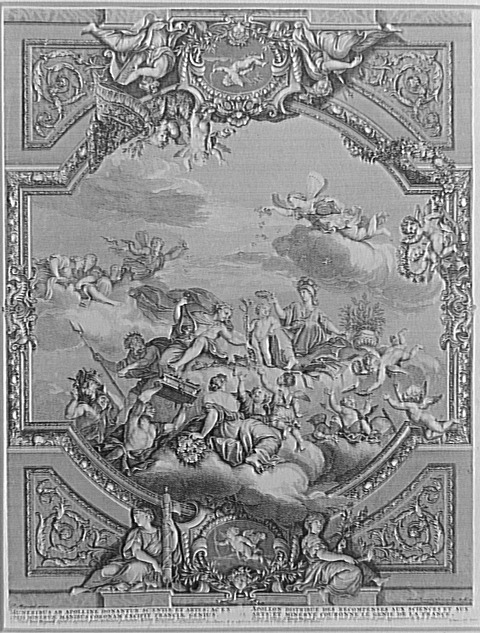
Voûte de la galerie.